# Харви Фајерстин
Харви Форбс Фајерстин (енгл. Harvey Forbes Fierstein; Њујорк, Њујорк, рођен 6. јуна 1954), амерички је позоришни, филмски и ТВ глумац, сценариста и драмски писац.
Најпознатији је по улогама у филмовима Госпођа Даутфајер (1993), Дан независности (1996), Мулан (1998) и Мулан 2 (2004).